# Kosuke Matsuura
Kosuke Matsuura — em japonês, 松浦孝亮 Matsuura Kōsuke (Aichi, 4 de setembro de 1977) é um automobilista do Japão.

## Carreira

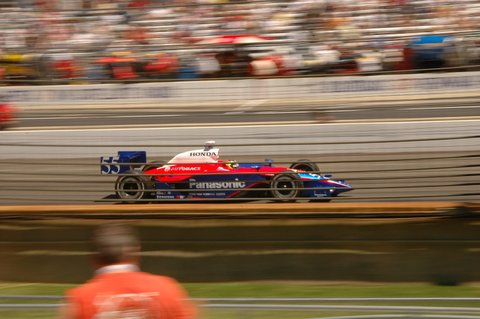
Matsuura nas 500 milhas de Indianápolis, em 2005.

Entre 2000 e 2003, Matsuura competiu na Fórmula Dream (onde foi campeão em 2000), na Fórmula 3 Alemã e na Fórmula Renault V6 Eurocup.
Chegou à Indy Racing League em 2004, correndo pela equipe Aguri-Fernández. Terminou o certame em 14º lugar, com 280 pontos e o prêmio de Rookie do ano. Repetiu a colocação na temporada seguinte, agora com 320 pontos (maior pontuação de sua carreira), e com 2 voltas mais rápidas. Em 2006, novamente pela Aguri-Fernández, Kosuke fica em 13º na classificação geral, com 273 pontos. A temporada de 2007 foi a última de Matsuura como piloto regular na IRL, onde ele alternava boas corridas com desempenhos modestos. Representando a Panther, o japonês ficou em 16º lugar, com 303 pontos. Sem vaga para 2008, restou a Matsuura voltar ao Japão para competir na Fórmula Nippon e na Super GT, onde compete até hoje. 
Voltou à já reunificada IndyCar Series no ano seguinte, para disputar o GP de Motegi pela Conquest, chegando em 17º e marcando 13 pontos, terminando o campeonato em 36º lugar.